# Wightia
Wightia é um género botânico pertencente à família Scrophulariaceae.